# Cianat d'argent
El cianat d'argent és un compost inorgànic, del grup de les sals, que està constituït per anions cianat {\displaystyle {\ce {OCN-}}} i cations plata (1+) {\displaystyle {\ce {Na+}}}, la qual fórmula química és {\displaystyle {\ce {AgOCN}}}.

## Propietats
El cianat d'argent es presenta en forma de pols blanca, gris pàl·lid o beix pàl·lid. Cristal·litza en el sistema monoclínic, grup espacial P21/m. Té una densitat de 4 g/cm³. És soluble en aigua (pKps = 6,64). És soluble en amoníac i insoluble en etanol. Com altres sals d'argent és sensible a la llum.

## Preparació
Pot preparar-se fent reaccionar nitrat d'argent {\displaystyle {\ce {AgNO3}}} amb cianat de sodi {\displaystyle {\ce {AgOCN}}} segons la reacció:
{\displaystyle {\ce {AgNO3 + NaOCN -> AgOCN + NaNO3}}}

## Aplicacions
La producció d'urea (per a fertilitzants) es pot realitzar mitjançant cianat d'argent i clorur d'amoni. S'utilitza en diverses reaccions, incloent-hi els sucres convertits en isocianats, que s'utilitzen en pintures i escumes.
L'ús més popular del cianat d'argent fou la d'ajudar els científics a descobrir estereoisòmers. El descobriment de les diferències entre el cianat d'argent i el fulminat d'argent dugué al descobriment de la isomeria per part de Liebig i Gay-Lussac el 1824.